# Parafia Trójcy Świętej w Smołdzinie
Parafia Trójcy Świętej w Smołdzinie – rzymskokatolicka parafia w Smołdzinie. Należy do dekanatu główczyckiego diecezji pelplińskiej. Erygowana w 1991 roku przez bp. Ignacego Jeża.
Funkcję prpboszcza od 1991 roku pełni ks. Robert Jakubowski.

## Zasięg parafii
Do parafii należą wierni z miejscowości: Smołdziński Las, Łokciowe, Kluki, Człuchy, Żelazo, Wierzchocino, Siecie.